# Incredulità di san Tommaso (Rubens)
Il Trittico di Rockox o l'Epitaffio di Nicolaas Rockox e sua moglie Adriana Perez è un dipinto a olio su tavola (143x123, scomparto centrale di un trittico) realizzato tra il 1613 ed il 1615 dal pittore Peter Paul Rubens.
È conservato nel Museo reale di belle arti di Anversa.

## Storia
Il trittico venne commissionato da Nicolaas Rockox e sua moglie Adriana Perez per il loro monumento funebre nella cappella della Vergine nella chiesa dei Recolletti di Anversa. Rockox fu sindaco di Anversa, amico personale e importante mecenate di Rubens. Adriana Perez era la nipote di conversos spagnoli arrivati ad Anversa all'inizio del XVI secolo.
L'opera è datata nell'angolo superiore sinistro del pannello di sinistra. L'anno è stato cambiato da "1613" a "1615", presumibilmente perché Rubens iniziò il dipinto nel 1613, ma lo terminò solo nel 1615 per poi appenderlo nella Cappella della Signora dietro il coro della chiesa dei Recolletti ad Anversa. In ogni caso, l'epitaffio fu commissionato prima della morte dei committenti. Spesso accadeva che i monumenti funebri venissero completati prima - o viceversa, solo qualche tempo dopo - la morte.
Il trittico fu confiscato dagli invasori francesi nel 1794 per il Museo del Louvre di Parigi. Nel 1815 la composizione fu restituita ad Anversa e trasferita al museo di Anversa, appena istituito.

## Descrizione
I pannelli laterali contengono i ritratti di Rockox e di sua moglie con in mano gli attributi della loro fede: una bibbia e un rosario. I pannelli esterni raffigurano gli stemmi delle due famiglie dei committenti.
Si credeva tradizionalmente che il pannello centrale mostrasse l'episodio dell'incredulità di Tommaso, studi recenti hanno sostenuto che Rubens non ha raffigurato l'incredulità dell'apostolo Tommaso, ma piuttosto la scena della prima apparizione di Cristo agli apostoli a Gerusalemme, come descritto nel Vangelo di Luca 24: 36-51. Gli altri due pannelli raffigurano dei ritratti del committente e di sua moglie.
Per la raffigurazione del corpo di Cristo, Rubens si ispirò probabilmente alla famosa scultura antica del Ermes Pio-Clementino, che aveva studiato e di cui aveva lodato la bellezza e le proporzioni durante il suo soggiorno a Roma.